# 艾奧納 (愛達荷州)
艾奧納（英語：Iona）是一個位於美國愛達荷州邦納維爾縣的城市。

## 地理
艾奧納的座標為43°31′35″N 111°55′43″W / 43.52639°N 111.92861°W，而該地的平均海拔高度為1458米（即4783英尺）。

## 人口
根據2010年美國人口普查的數據，艾奧納的面積為2.68平方千米，當中陸地面積為2.68平方千米，而水域面積為0.00平方千米。當地共有人口1803人，而人口密度為每平方千米672.76人。